# Junonia adelaida
Junonia adelaida är en fjärilsart som beskrevs av Otto Staudinger 1889. Junonia adelaida ingår i släktet Junonia och familjen praktfjärilar. Inga underarter finns listade i Catalogue of Life.